# Vänersborgs kyrka
Vänersborgs kyrka är en kyrkobyggnad i centrala Vänersborg i Vänersborgs kommun. Den tillhör sedan 2010 Vänersborg och Väne-Ryrs församling (tidigare Vänersborgs församling) i Skara stift.

## Historia
Dagens stadskyrka är den fjärde och tillkom efter stadsbranden 1777. 

## Kyrkobyggnaden
Kyrkan ligger centralt i parken på den östra sidan av Stora torget i Vänersborg. Mittemot kyrkan, på andra sidan torget, ligger det gamla länsresidenset i Älvsborgs län, nu använt för Västra Götalandsregionen. 
Kyrkan är treskeppig och byggd i klassicistisk stil. Den uppfördes 1783–1784 efter ritningar i stram och symmetrisk stil av Thure Wennberg vid Överintendentsämbetet och är det i särklass största bygget i stiftet under denna tid. Kyrkan invigdes den 5 augusti 1784. Tornet uppfördes först 1798-1799. Sakristian tillkom 1922 och byggdes till 1972. 
Kyrkan har renoverats upprepade gånger: 1865, 1925, 1972 och 2011, men byggnadens ursprungliga karaktär har i stort sett respekterats vid dessa. 

## Inventarier
- Dopfuntens cuppa är sannolikt från 1200-talet.
- Altaruppsats, predikstol, nummertavlor och kolonner är ritade av Jean Eric Rehn, som var inredare åt Gustav III.
- Altartavlan är målad av Georg von Rosen och föreställer den törnekrönte Frälsaren. Den monterades 1925 i den ofullbordade altaruppsättningen.
- Kyrkan har två klockor i tornet gjutna 1780 respektive 1896.

### Orglar
- 1673 byggde prosten Jonas Rudberus en orgel. 1683 tillbyggdes ett ryggpositiv och sedan pedalverk av Cahman.[2] Orgeln renoverades och stämdes 1692 av orgelbyggaren Elias Beijer, Grevbäck. 1698 renoverades orgeln av Johan Åhrman.[3]
- En ny orgel byggdes 1766 av Johan Ewerhardt den äldre med 20 stämmor.[2] Delar av orgeln sattes senare upp i Örs kyrka.[4]

| Huvudverk II | Ryggpositiv I | Pedal        |  |
| Borduna 16'  | Gedackt 8'    | Principal 8' |  |
| Principal 8' | Flöjt 4'      | Oktava 4'    |  |
| Gedackt 8'   | Oktava 2'     | Kvinta 3'    |  |
| Oktava 4'    | Vox virginea  | Oktava 2'    |  |
| Flöjt 4'     |               | Basun 16'    |  |
| Kvinta 3'    |               | Trumpet 8'   |  |
| Oktava 2'    |               |              |  |
| Scharf III   |               |              |  |
| Trumpet 8'   |               |              |  |
| Vox humana   |               |              |  |
| Tremulant    |               |              |  |

- 1860 byggde Marcussen & Sön, Aabenraa, Danmark en orgel med 37 stämmor.[4]

- 1908 byggde Johannes Magnusson, Göteborg en orgel med 39 stämmor. Orgeln byggdes om 1947 av A Magnussons Orgelbyggeri AB, Göteborg till 44 stämmor.[4]

- Den nuvarande orgeln byggdes 1970 av Lindegren Orgelbyggeri AB, Göteborg. Orgeln har mekanisk traktur och elektrisk registratur.[4] Fasaden till orgeln på läktaren i väster är original sedan byggnadstiden 1786. Den är ritad av Olof Samuel Tempelman vid Överintendentsämbetet och byggdes av Lars Strömblad. Verket har förändrats åtskilliga gånger. Orgeln renoverades och utökades 2013 av Tostareds Kyrkorgelfabrik och har 51 stämmor fördelade på huvudverk, svällverk, bröstverk och pedal.

#### Kororgel
- På golvet i kyrkans södra del står en kororgel tillverkad 1977 av Gustaf Hagström Orgelverkstad. Den har ljudande fasad och sju stämmor fördelade på manual och pedal. Kororgel kan spelas från huvudorgeln. Ett fristående spelbord kan kopplas in från huvudorgeln, från vilket båda orglarna kan spelas.[5]

## Bilder

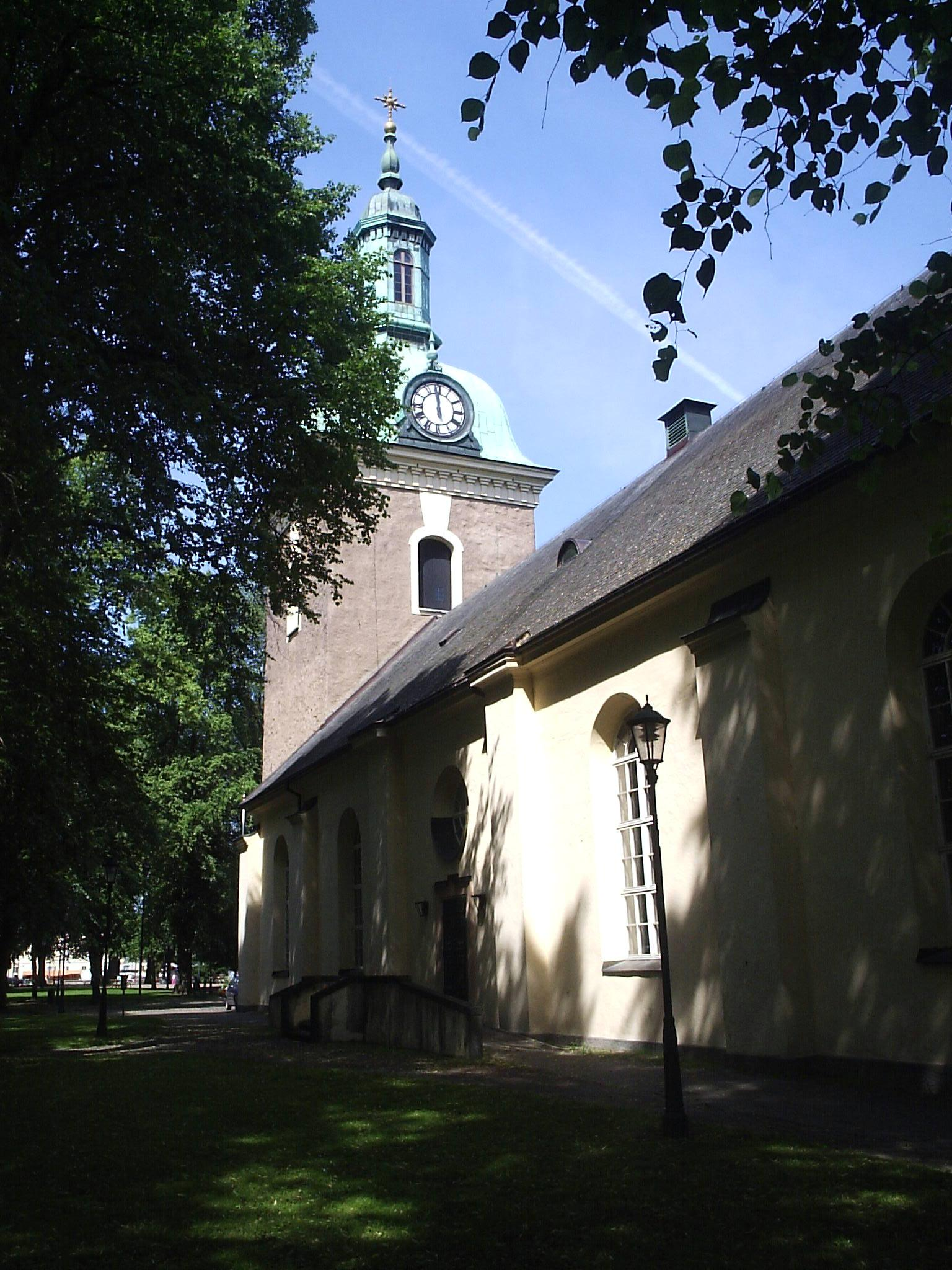
Södra sidan
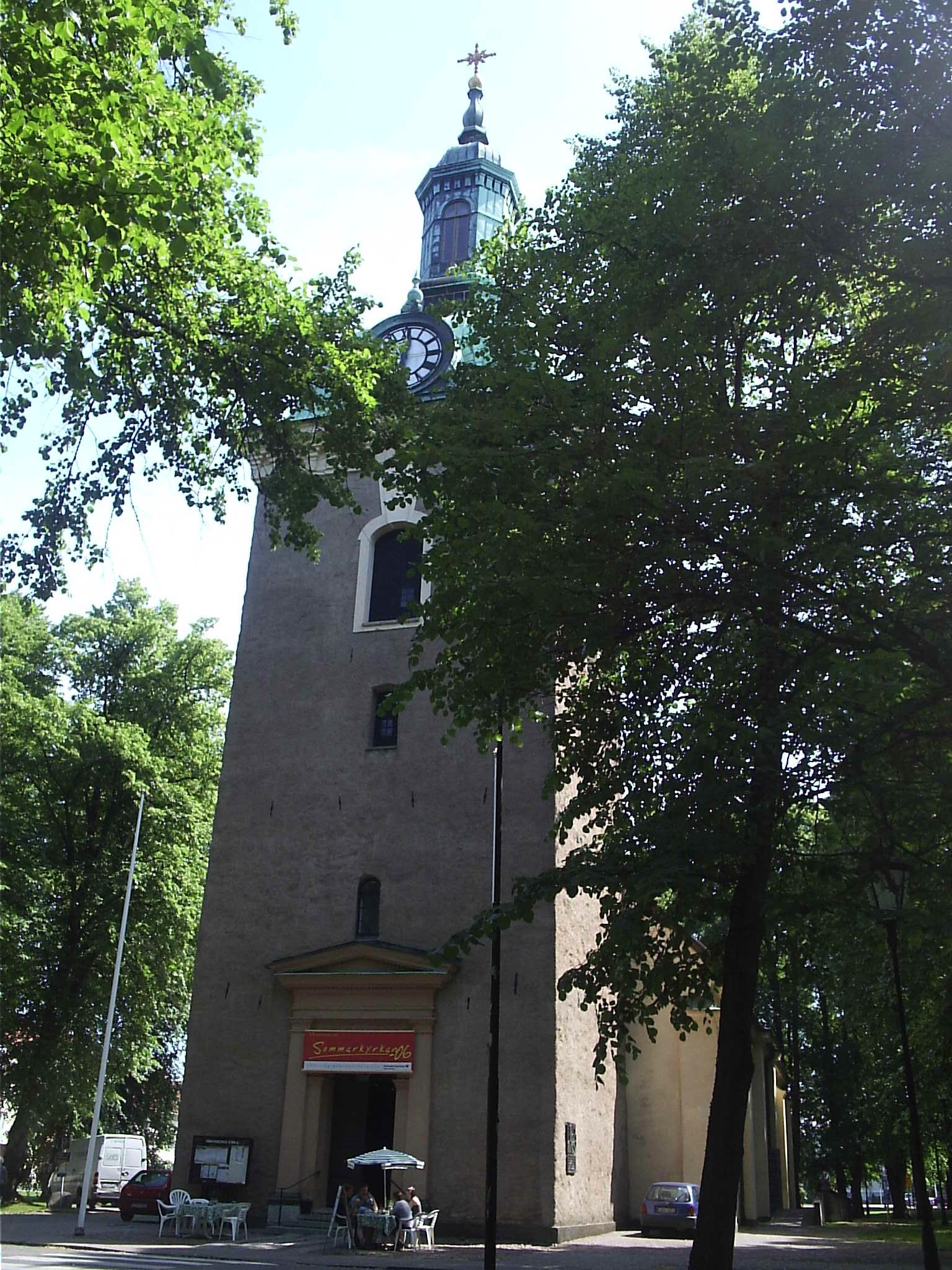
Tornet
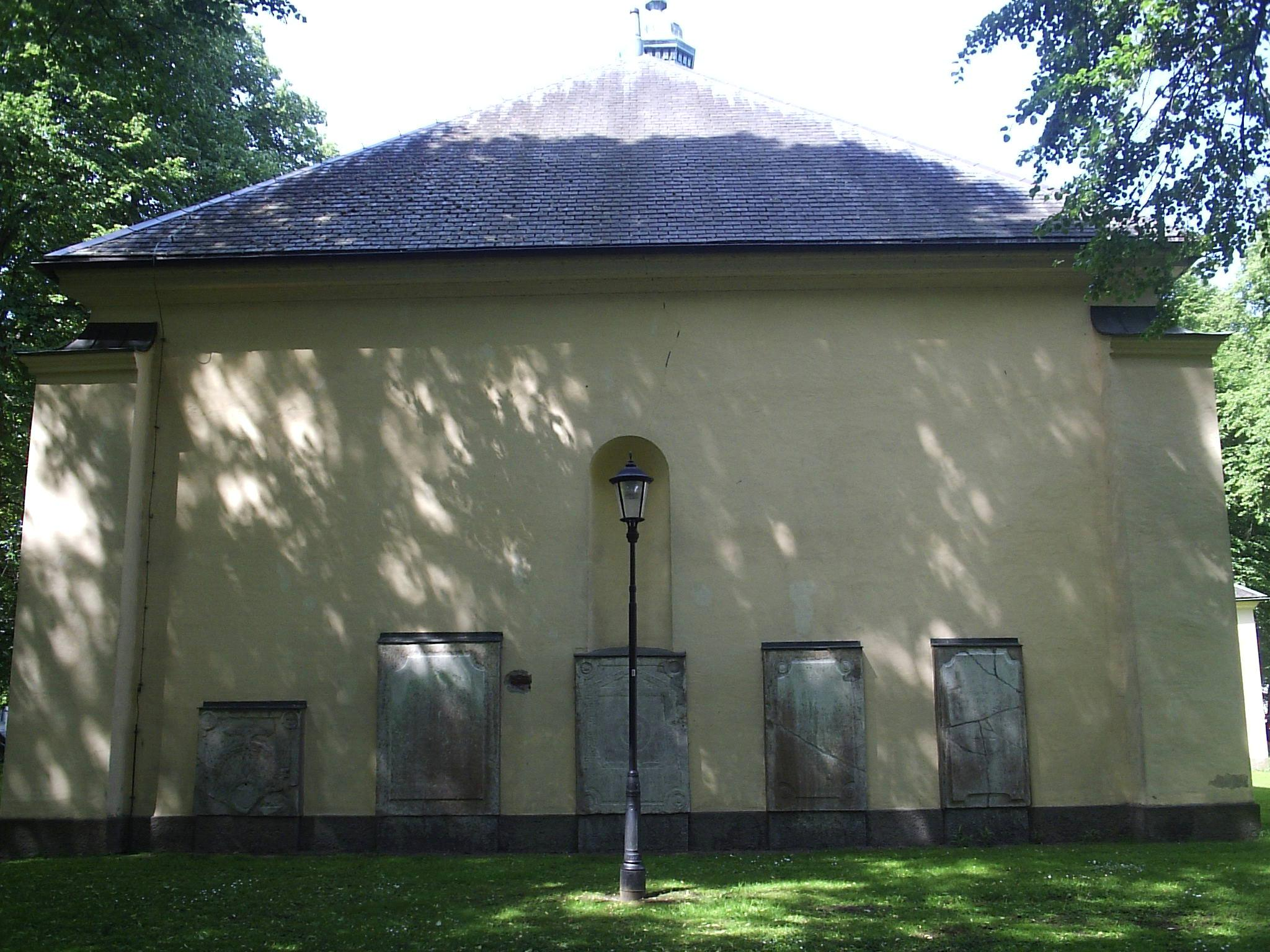
Östra sidan, med gravvårdar uppsatta på väggen
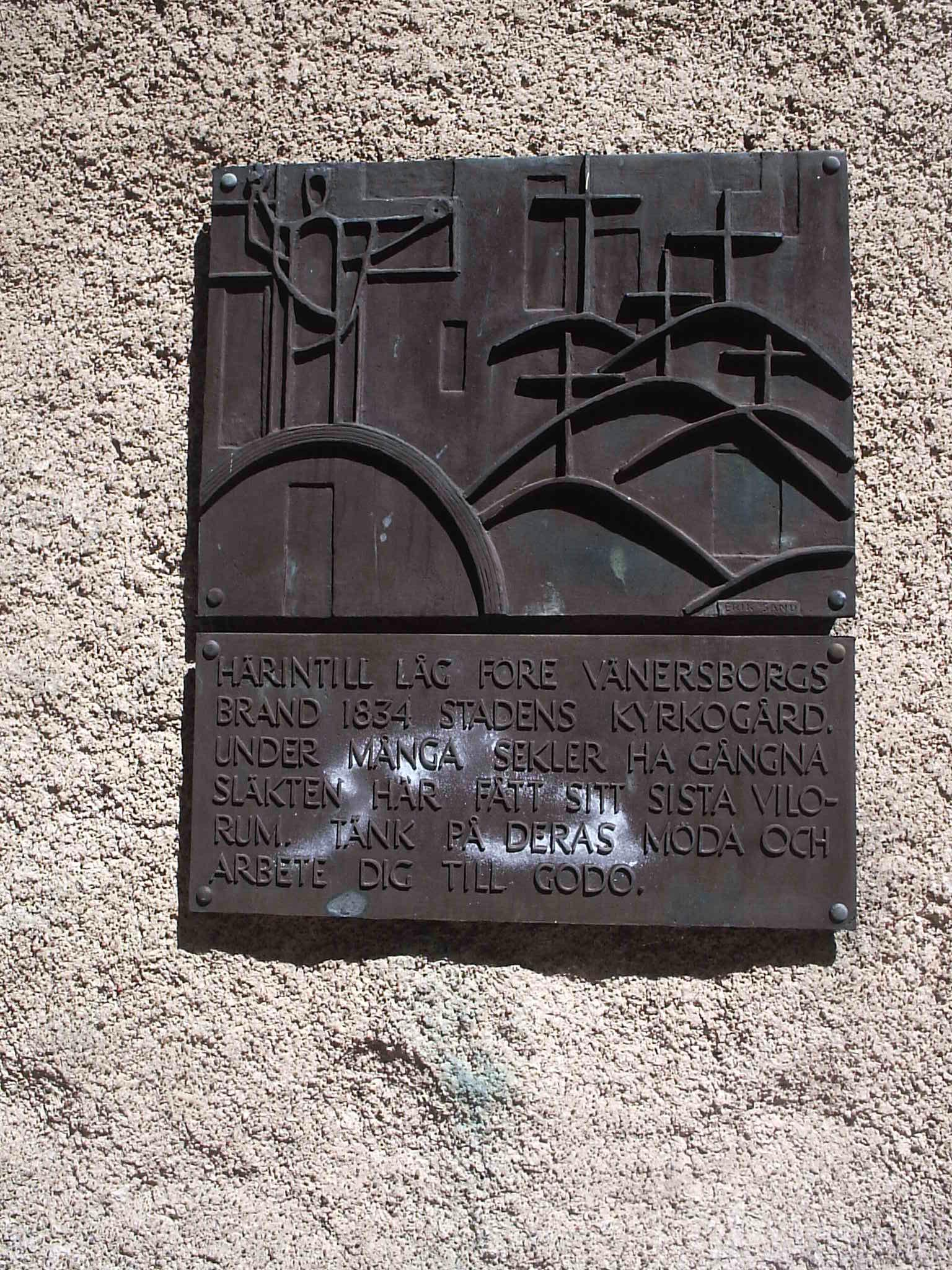
Minnessten, på södra sidan av tornet
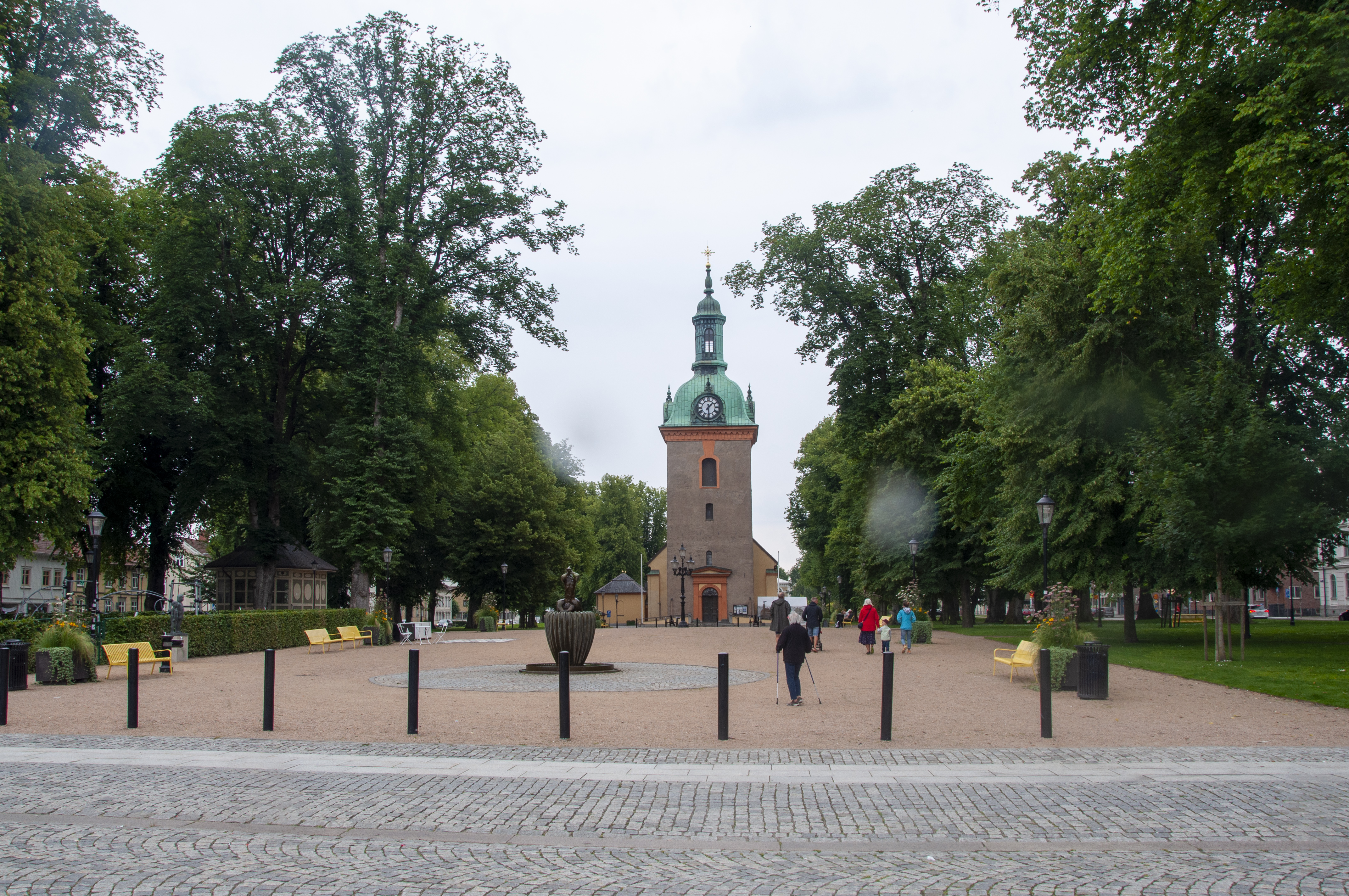
Vänersborgs kyrka 2020, med ny grusplan där grönområde tidigare låg
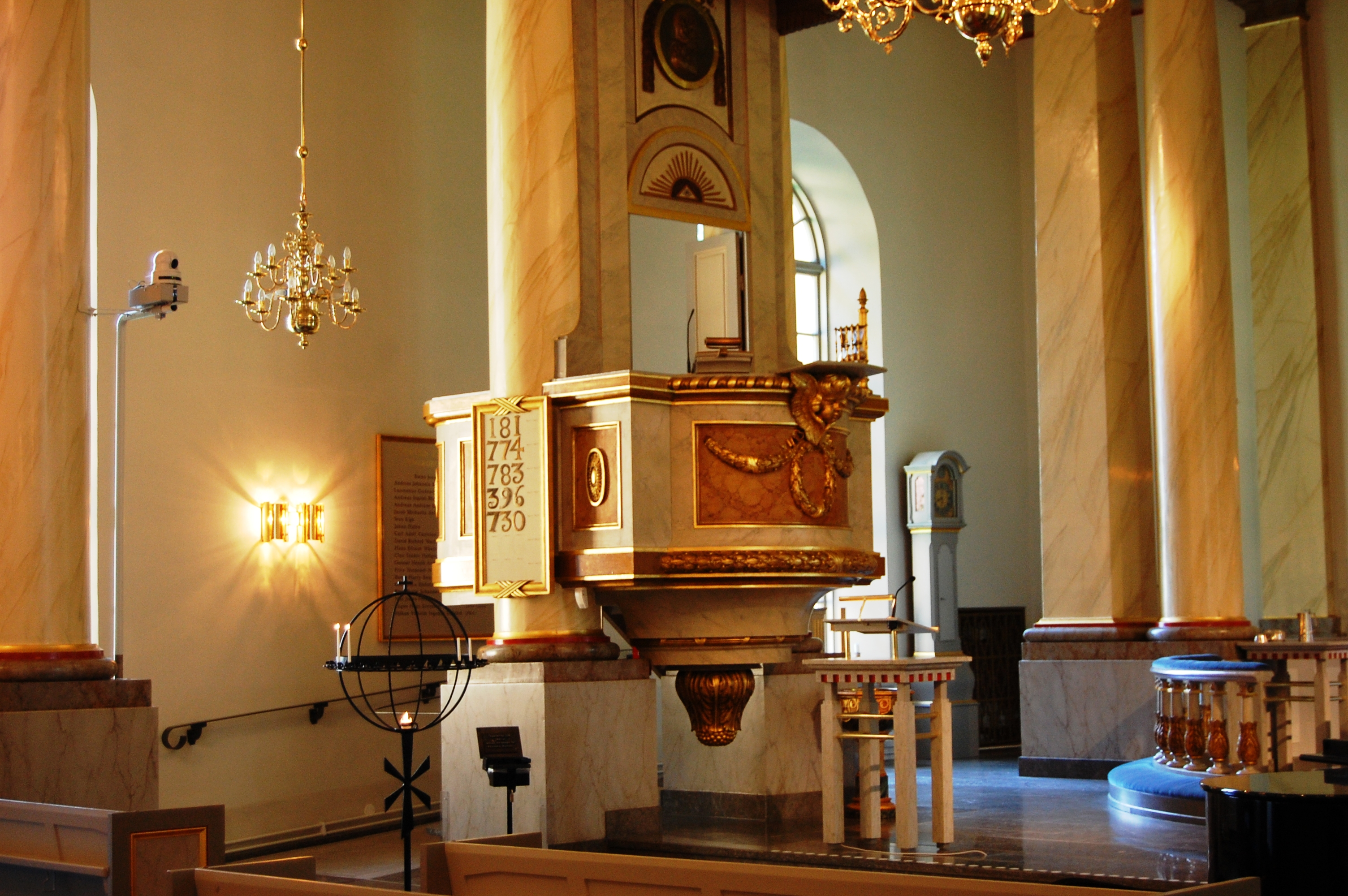
Vänersborgs kyrkas predikstol
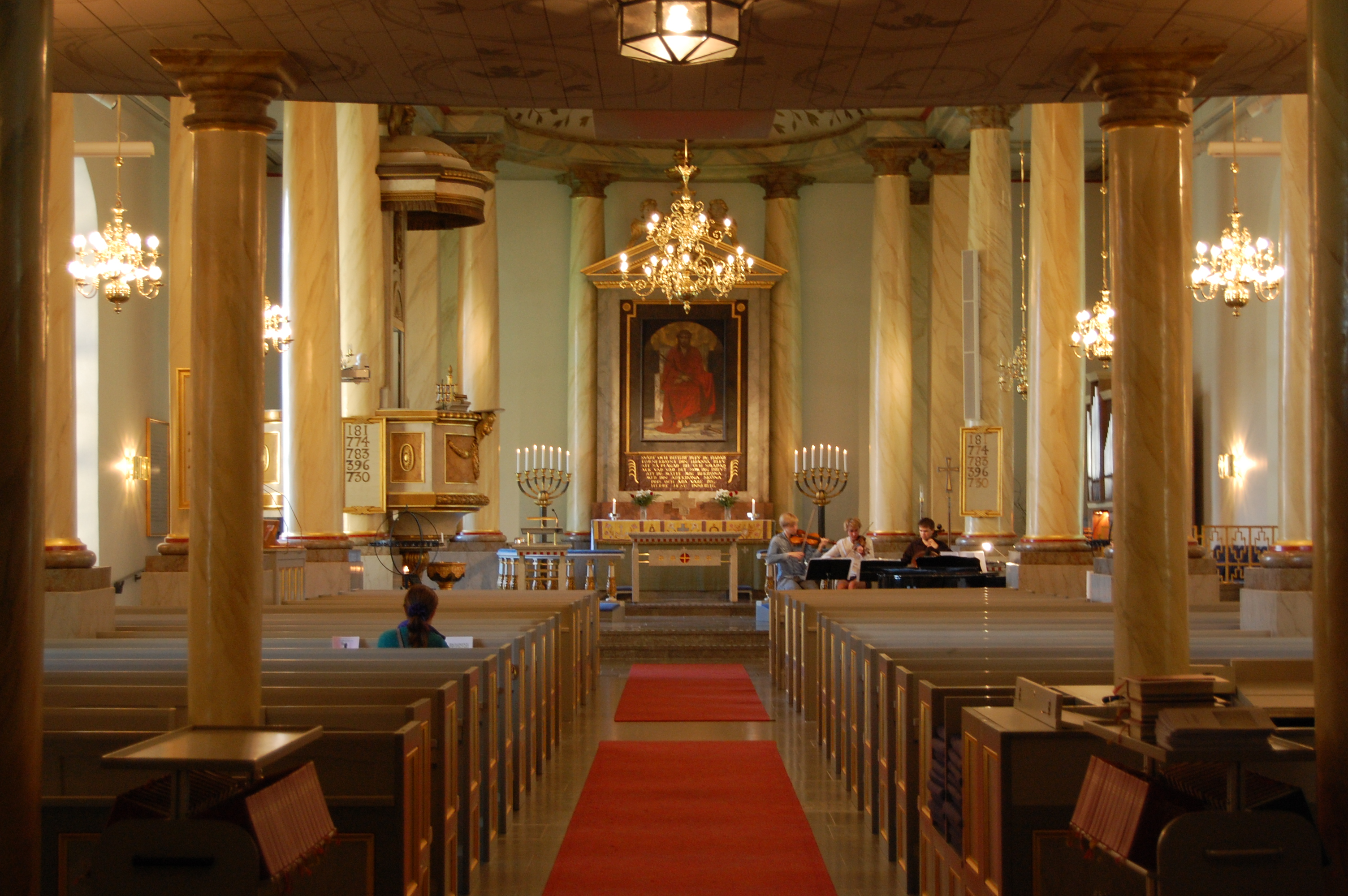
Vänersborgs kyrkas kyrksal